# 1994-es közgyűlési választások Nógrád megyében
Az 1994-es megyei közgyűlési választásokat december 11-én bonyolították le, az általános önkormányzati választások részeként.
Nógrád megyében a szavazásra jogosultak bő fele, hetvenhatezer polgár ment el szavazni. A szavazók tizennégy szervezet jelöltjei közül választhattak.
Első helyen a szocialisták végeztek, de szorosan követték őket a jobboldali pártok, harmadik helyen a szabaddemokraták végeztek. A baloldal tizenhárom, a jobboldal tizenegy, a liberálisok listája hat képviselői helyhez jutott. Bekerült még a közgyűlésbe a Munkáspárt és a Fidesz négy-négy megbízottja, valamint a községi önkormányzatok és a társadalmi egyesülések két közös jelöltje. Öt további szervezet nem jutott be a megyeházára.
Fordulatos koalíciós egyeztetések után, a jobboldali pártok (FKGP, KDNP, MDF) az SZDSZ és a Fidesz között jött létre hosszútávú együttműködés.
A közgyűlés új elnöke Smitnya Sándor, az SZDSZ kistelepülési listavezetője lett.

## A választás rendszere
A megyei közgyűlési választásokat az országosan megrendezett általános önkormányzati választások részeként tartották meg. A szavazók a településük polgármesterére és a helyi képviselőkre is ekkor adhatták le a szavazataikat.
1994 őszén az országgyűlés alapvetően megváltoztatta a megyei közgyűlésekre vonatkozó választási eljárást.
A közgyűlési választásokon a községek, nagyközségek és városok polgárai szavazhattak. A megyei jogú városban élők – mivel nem tartoztak a megye joghatósága alá – nem vettek részt a megyei közgyűlés megválasztásában.
A megye területét két választókerületre osztották, az egyikbe a legfeljebb 10 ezer lakóval bíró kistelepülések, a másikba az ennél népesebb középvárosok tartoztak. A választásokon pártok, társadalmi, ill. nemzetiség szervezetek állíthattak listákat. A szavazatokat a két választókerületben külön-külön számolták össze és osztották el arányosan az adott kerületben az érvényes szavazatok 4%-át elérő szervezetek között.

### Választókerületek
|                                  | Település | Lakó    | Választó- polgár | Megyei képviselő |
| -------------------------------- | --------- | ------- | ---------------- | ---------------- |
| Kistelepülések 10 ezer lakóig    | 123       | 136 997 | 105 940          | 30               |
| Középvárosok 10 ezer lakó fölött | 3         | 45 218  | 34 169           | 10               |
| Közgyűlési választókerületek     | 126       | 182 215 | 140 109          | 40               |
| Megyei jogú város Salgótarján    | 1         | 48 832  | (37 867)         | –                |
| Összesen                         | 127       | 231 047 | (177 976)        | 40               |

Nógrád megyében a közgyűlés létszáma 40 fő volt. A kistelepülési választókerületben 30, a középvárosiban pedig 10 képviselőt választhattak meg. Salgótarján, mint megyei jogú város nem tartozott a megye joghatósága alá, s így polgárai nem is szavazhattak a megye önkormányzatának összetételéről.
A közgyűlést a megye 121 községének és nagyközségének, illetve öt városának polgárai választhatták meg.  A városok közül azonban csak háromban éltek tízezernél többen, így csak ez a három tartozott a középvárosi választókerületbe. A választópolgárok eloszlása a két választókerületben lényegében megfelelt az általuk megválasztható képviselők arányának.
A választásra jogosult polgárok száma 140 ezer volt. A polgárok szűk harmada 1300 fősnél kisebb településeken, míg minden negyedik polgár tízezer fősnél népesebb városokban élt. A legkevesebb választópolgár a megye középső részén található Garáb (90) községben, míg a legtöbb Balassagyarmat (14 044) városában lakott.
| A közgyűlési választók eloszlása településméret szerint | A közgyűlési választók eloszlása településméret szerint | A közgyűlési választók eloszlása településméret szerint | A közgyűlési választók eloszlása településméret szerint | A közgyűlési választók eloszlása településméret szerint | A közgyűlési választók eloszlása településméret szerint |
| Településméret (lakók száma)                            | Településméret (lakók száma)                            | Település                                               | Választójogosult                                        | Választójogosult                                        | Megjegyzés                                              |
| ------------------------------------------------------- | ------------------------------------------------------- | ------------------------------------------------------- | ------------------------------------------------------- | ------------------------------------------------------- | ------------------------------------------------------- |
|                                                         |                                                         |                                                         |                                                         |                                                         |                                                         |
| Kistelepülési választókerület                           |                                                         |                                                         |                                                         |                                                         |                                                         |
|                                                         | 1 – 600                                                 | 35                                                      | 10 277                                                  | 7,34%                                                   | legkisebb: Garáb, új: Kétbodony                         |
| 601 – 1 300                                             | 50                                                      | 34 414                                                  | 24,56%                                                  | új: Patvarc, Bánk, Tolmács                              |                                                         |
| 1 301 – 3 000                                           | 35                                                      | 50 784                                                  | 36,25%                                                  | új: Mátraszőlős, Mátranovák                             |                                                         |
| 3 001 – 10 000                                          | 3                                                       | 10 465                                                  | 7,47%                                                   | Rétság, Érsekvadkert, Szécsény                          |                                                         |
|                                                         |                                                         | 123                                                     | 105 940                                                 | 75,61%                                                  |                                                         |
|                                                         |                                                         |                                                         |                                                         |                                                         |                                                         |
| Középvárosi választókerület                             |                                                         |                                                         |                                                         |                                                         |                                                         |
|                                                         | 10 000 fölött                                           | 3                                                       | 34 169                                                  | 24,39%                                                  | Pásztó, Bátonyterenye, Balassagyarmat                   |
|                                                         |                                                         |                                                         |                                                         |                                                         |                                                         |
| Összesen                                                | Összesen                                                | 126                                                     | 140 109                                                 | 100%                                                    |                                                         |

## Előzmények

### 1990, az első közgyűlés
1990-ben a megyei közgyűléseket közvetett módon választották meg. A választás módjából fakadóan az eredmények párterőviszonyok kifejezésére nem voltak alkalmasak.
Az új önkormányzati rendszerben megválasztott első közgyűlés alakuló ülésére 1990. december 19-én került sor. Ám sem ezen a napon, sem a következő két ülésnapon (dec.27., jan.10.) nem sikerült megválasztani a közgyűlés elnökét. Végül január 25-én, a negyedik megyegyűlésen került pont a maratonira nyúlt elnökválasztási folyamatra. A négy alkalommal összesen tizenhárom szavazási fordulót tartottak. A megyei közgyűlés elnöke az SZDSZ-es Korill Ferenc lett. (Az új elnök három és fél év múltán kilépett az SZDSZ-ből és a következő választáson már az MSZP listáján szerepelt jelöltként.)

## Jelöltállítás
Tizennégy szervezet vett részt a jelöltállítási folyamatban. A kistelepülési választókerületben 8, a középvárosiban 9 listát állítottak, a jelöltek száma összesen 234 volt (159+75).
A listák többségét az országos pártok állították, és a jelöltek javarésze is az ő listáikon szerepelt. Az országos pártok mellett hat társadalmi szervezet vett részt a jelöltállítási folyamatban.

### Listák
| Kistelepülési választókerület | Kistelepülési választókerület | Kistelepülési választókerület | Kistelepülési választókerület | Szervezet    | Szervezet                                        | Szervezet    | Szervezet    | Középvárosi választókerület | Középvárosi választókerület | Középvárosi választókerület | Középvárosi választókerület |
| #.                            | lista neve                    | típusa                        | jelöltek száma                |              | neve                                             | jellege      | hatóköre     | #.                          | lista neve                  | típusa                      | jelöltek száma              |
| ----------------------------- | ----------------------------- | ----------------------------- | ----------------------------- | ------------ | ------------------------------------------------ | ------------ | ------------ | --------------------------- | --------------------------- | --------------------------- | --------------------------- |
| társadalmi szervezetek        |                               |                               |                               |              |                                                  |              |              |                             |                             |                             |                             |
|                               |                               |                               |                               |              | Bátonyterenye Barátainak Köre                    | társ.        | helyi        | 5.                          | Bátonyterenye BK            | önálló                      | 1                           |
| 4.                            | TESZÖV-Agrárkamara            | közös                         | 5                             |              | Nógrád Megyei Mezőgazdasági Termelők Szövetsége  | társ.        | megyei       |                             |                             |                             |                             |
| 4.                            | TESZÖV-Agrárkamara            | közös                         | 5                             |              | Középmagyarországi Agrárkamara                   | társ.        | megyei       |                             |                             |                             |                             |
| 6.                            | MESZÖV                        | önálló                        | 6                             |              | ÁFÉSZ-ek Nógrád Megyei Szövetség                 | társ.        | megyei       | 8.                          | MESZÖV                      | önálló                      | 5                           |
| 7.                            | KÖSZ-TESZ                     | közös                         | 25                            |              | Községi Önkormányzatok Szövetsége                | társ.        | országos     |                             |                             |                             |                             |
| 7.                            | KÖSZ-TESZ                     | közös                         | 25                            |              | Társadalmi Egyesülések Szövetsége                | társ.        | országos     | 4.                          | TESZ                        | önálló                      | 10                          |
| országos pártok               |                               |                               |                               |              |                                                  |              |              |                             |                             |                             |                             |
|                               |                               |                               |                               |              | Magyar Igazság és Élet Pártja                    | párt         | országos     | 1.                          | MIÉP                        | önálló                      | 5                           |
| 1.                            | Munkáspárt                    | önálló                        | 13                            |              | Munkáspárt                                       | párt         | országos     | 7.                          | Munkáspárt                  | önálló                      | 8                           |
| 5.                            | Fidesz                        | önálló                        | 9                             |              | Fiatal Demokraták Szövetsége                     | párt         | országos     | 3.                          | Fidesz                      | önálló                      | 14                          |
| 3.                            | SZDSZ                         | önálló                        | 19                            |              | Szabad Demokraták Szövetsége                     | párt         | országos     | 2.                          | SZDSZ                       | önálló                      | 7                           |
| 2.                            | MSZP                          | önálló                        | 27                            |              | Magyar Szocialista Párt                          | párt         | országos     | 6.                          | MSZP                        | önálló                      | 16                          |
| 8.                            | FKGP-KDNP-MDF                 | közös                         | 55                            |              | Független Kisgazda-, Földmunkás- és Polgári Párt | párt         | országos     | 9.                          | FKGP-KDNP-MDF               | közös                       | 9                           |
| 8.                            | FKGP-KDNP-MDF                 | közös                         | 55                            |              | Kereszténydemokrata Néppárt                      | párt         | országos     | 9.                          | FKGP-KDNP-MDF               | közös                       | 9                           |
| 8.                            | FKGP-KDNP-MDF                 | közös                         | 55                            |              | Magyar Demokrata Fórum                           | párt         | országos     | 9.                          | FKGP-KDNP-MDF               | közös                       | 9                           |
| 8 lista                       | 8 lista                       | 8 lista                       | 159                           | 14 szervezet | 14 szervezet                                     | 14 szervezet | 14 szervezet | 9 lista                     | 9 lista                     | 9 lista                     | 75                          |

### Jelöltek
| Kistelepülési választókerület | Lista | Lista              | Középvárosi választókerület |
| ----------------------------- | ----- | ------------------ | --------------------------- |
|                               |       | Bátonyterenye BK   | Nagy Mihály                 |
| Bögös Tamás                   |       | Fidesz             | Becsó Zsolt                 |
| Kovács Gábor                  |       | FKGP-KDNP-MDF      | Szántó Csaba                |
| Pongrácz József               |       | KÖSZ-TESZ          |                             |
|                               |       | TESZ               | Szomszéd Tamás              |
| Demus István                  |       | MESZÖV             | Hidvégi Ernő                |
|                               |       | MIÉP               | Reményi Pál                 |
| dr. Rozgonyi József           |       | MSZP               | Demus Iván                  |
| Bozsik Béla                   |       | Munkáspárt         | Kürti József                |
| Smitnya Sándor                |       | SZDSZ              | Vida Attila                 |
| Pongrácz József               |       | TESZÖV-Agrárkamara |                             |
|                               |       |                    |                             |

| Munkáspárt |
| --- |
| |
| Bozsik Béla |
| Tőzsér Tibor |
| Kazinczi János |
| Nagy Attila |
| Arnóczki Mihály |
| \| További jelöltek \| \| ------------------- \| \| Fejes Tiborné \| \| Tóth László \| \| dr. Domonkos Imre \| \| Rakonczai József \| \| Filkor Balázs \| \| Gyepesi Béla \| \| Koós Istvánné \| \| Kása Lajos Sándorné \| |
| További jelöltek |
| Fejes Tiborné |
| Tóth László |
| dr. Domonkos Imre |
| Rakonczai József |
| Filkor Balázs |
| Gyepesi Béla |
| Koós Istvánné |
| Kása Lajos Sándorné |

| További jelöltek    |
| ------------------- |
| Fejes Tiborné       |
| Tóth László         |
| dr. Domonkos Imre   |
| Rakonczai József    |
| Filkor Balázs       |
| Gyepesi Béla        |
| Koós Istvánné       |
| Kása Lajos Sándorné |

| MSZP |
| --- |
| |
| dr. Rozgonyi József |
| Szilágyi Albert |
| Szandai László |
| Havas Ferenc |
| Korill Ferenc |
| \| További jelöltek \| \| --------------------- \| \| dr. Jakubecz József \| \| Markó Antal \| \| Zsédely Lajos \| \| dr. Langmayer Balázs \| \| Molnár Katalin \| \| Gréczi-Zsoldos Miklós \| \| Sajgó Ferenc \| \| Hajas Ervin \| \| Becze Lajos \| \| Bakos Albert \| \| Madlena József \| \| Balya András \| \| Dóra Ottó \| \| Kovács József \| \| Gergely Gáspár \| \| Orosz Józsefné \| \| Hadik József \| \| Varga József \| \| Csalár Istvánné \| \| Beck Pál \| \| Kertész Antal \| \| Majoros László \| |
| További jelöltek |
| dr. Jakubecz József |
| Markó Antal |
| Zsédely Lajos |
| dr. Langmayer Balázs |
| Molnár Katalin |
| Gréczi-Zsoldos Miklós |
| Sajgó Ferenc |
| Hajas Ervin |
| Becze Lajos |
| Bakos Albert |
| Madlena József |
| Balya András |
| Dóra Ottó |
| Kovács József |
| Gergely Gáspár |
| Orosz Józsefné |
| Hadik József |
| Varga József |
| Csalár Istvánné |
| Beck Pál |
| Kertész Antal |
| Majoros László |

| További jelöltek      |
| --------------------- |
| dr. Jakubecz József   |
| Markó Antal           |
| Zsédely Lajos         |
| dr. Langmayer Balázs  |
| Molnár Katalin        |
| Gréczi-Zsoldos Miklós |
| Sajgó Ferenc          |
| Hajas Ervin           |
| Becze Lajos           |
| Bakos Albert          |
| Madlena József        |
| Balya András          |
| Dóra Ottó             |
| Kovács József         |
| Gergely Gáspár        |
| Orosz Józsefné        |
| Hadik József          |
| Varga József          |
| Csalár Istvánné       |
| Beck Pál              |
| Kertész Antal         |
| Majoros László        |

| SZDSZ |
| --- |
| |
| Smitnya Sándor |
| Maczó László |
| Kapás Imre |
| Kaszás Erika |
| dr. Kerekes Tünde |
| \| További jelöltek \| \| -------------------- \| \| Hornos Márton \| \| dr. Kren Károly \| \| Vincze László \| \| Frenkl Gábor \| \| Ludányi László \| \| Vikor István \| \| Szervánszky Józsefné \| \| Veres Ferencné \| \| dr. Tóth Endre \| \| Erdősi József \| \| Holman József \| \| dr. Vártok Zoltán \| \| Barák Barna Imre \| \| Varga Pál \| |
| További jelöltek |
| Hornos Márton |
| dr. Kren Károly |
| Vincze László |
| Frenkl Gábor |
| Ludányi László |
| Vikor István |
| Szervánszky Józsefné |
| Veres Ferencné |
| dr. Tóth Endre |
| Erdősi József |
| Holman József |
| dr. Vártok Zoltán |
| Barák Barna Imre |
| Varga Pál |

| További jelöltek     |
| -------------------- |
| Hornos Márton        |
| dr. Kren Károly      |
| Vincze László        |
| Frenkl Gábor         |
| Ludányi László       |
| Vikor István         |
| Szervánszky Józsefné |
| Veres Ferencné       |
| dr. Tóth Endre       |
| Erdősi József        |
| Holman József        |
| dr. Vártok Zoltán    |
| Barák Barna Imre     |
| Varga Pál            |

| TESZÖV-Agrárkam.  |
| ----------------- |
|                   |
| Pongrácz József   |
| Deák Pál          |
| dr. Halaj Ignác   |
| Baksa Sándor      |
| dr. Sümegi Sándor |

| Fidesz |
| --- |
| |
| Bögös Tamás |
| Egri Zoltánné |
| Kriston Péter |
| Skuczi Nándor |
| Juhászné Muszka Erzsébet |
| \| További jelöltek \| \| -------------------- \| \| ifj. Fazekas János \| \| Táborszki Péter \| \| Bartos Zsuzsanna \| \| Barnáné Molnár Tünde \| |
| További jelöltek |
| ifj. Fazekas János |
| Táborszki Péter |
| Bartos Zsuzsanna |
| Barnáné Molnár Tünde |

| További jelöltek     |
| -------------------- |
| ifj. Fazekas János   |
| Táborszki Péter      |
| Bartos Zsuzsanna     |
| Barnáné Molnár Tünde |

| MESZÖV                                                                     |
| -------------------------------------------------------------------------- |
|                                                                            |
| Demus István                                                               |
| dr. Horváth József                                                         |
| Hugyecz Andrásné                                                           |
| dr. Egyed Ferdinánd                                                        |
| Kucsera Andrásné                                                           |
| \| További jelöltek \| \| ------------------- \| \| dr. Miklós Zoltánné \| |
| További jelöltek                                                           |
| dr. Miklós Zoltánné                                                        |

| További jelöltek    |
| ------------------- |
| dr. Miklós Zoltánné |

| KÖSZ-TESZ |
| --- |
| |
| Szegner László |
| Patkós István |
| Verbói Gábor |
| Verseginé László Lídia |
| Sirkó Ferenc |
| \| További jelöltek \| \| ------------------- \| \| Lőrik József \| \| Szerémi Nándor \| \| Kovács József \| \| Sándor István \| \| Lénárt János \| \| Kis Gergely \| \| Nagy Ignác \| \| Morgenstern Ferenc \| \| Lénárt Dezső \| \| Bárány Dénes \| \| Barna István \| \| Lomen János \| \| Varga László \| \| Orszáczky Ferenc \| \| Szigeti László \| \| Versegi Aladár \| \| Antal Sándor József \| \| Kis Ernőné \| \| Szentes Attila \| \| Klátyik András \| |
| További jelöltek |
| Lőrik József |
| Szerémi Nándor |
| Kovács József |
| Sándor István |
| Lénárt János |
| Kis Gergely |
| Nagy Ignác |
| Morgenstern Ferenc |
| Lénárt Dezső |
| Bárány Dénes |
| Barna István |
| Lomen János |
| Varga László |
| Orszáczky Ferenc |
| Szigeti László |
| Versegi Aladár |
| Antal Sándor József |
| Kis Ernőné |
| Szentes Attila |
| Klátyik András |

| További jelöltek    |
| ------------------- |
| Lőrik József        |
| Szerémi Nándor      |
| Kovács József       |
| Sándor István       |
| Lénárt János        |
| Kis Gergely         |
| Nagy Ignác          |
| Morgenstern Ferenc  |
| Lénárt Dezső        |
| Bárány Dénes        |
| Barna István        |
| Lomen János         |
| Varga László        |
| Orszáczky Ferenc    |
| Szigeti László      |
| Versegi Aladár      |
| Antal Sándor József |
| Kis Ernőné          |
| Szentes Attila      |
| Klátyik András      |

| FKGP-KDNP-MDF |
| --- |
| |
| Kovács Gábor |
| Frisch Oszkár |
| Csurgai Béla |
| Tari István |
| dr. Skultéty Sándor |
| \| További jelöltek \| \| ---------------------- \| \| Kolosi Tibor \| \| Horváth Mihály \| \| Betz József \| \| dr. Bercsényi Lajos \| \| Johan János \| \| Tőzsér Zsolt \| \| Nógrádi László \| \| Szanda János \| \| Szántó József \| \| Babicz István \| \| Petrás János \| \| dr. Mészáros György \| \| Dobrocsi János \| \| Markovits Károly \| \| Varga Tibor \| \| Sebestyén János Imre \| \| Susán Gyula \| \| Fajcsik József \| \| Gáspár József \| \| Fekete Sándor \| \| Jagicza György \| \| Bakos Gyula \| \| Balázs Sándor \| \| Tóth László \| \| Szita Zoltán \| \| Piroska István \| \| Szladovnyik János \| \| Molnár Béla \| \| Ferencz Károly \| \| Russói László \| \| Kovács István \| \| Bakos Róbert \| \| Haffner Mária \| \| Bárány Menyhért \| \| Gyarmati Ferenc \| \| Juhász Péter \| \| Szabados Kornél Zoltán \| \| Molnár Ignác \| \| Baranyiné Dénes Mária \| \| Smelkó István \| \| Vasas Mihály \| \| Nagy Ervinné \| \| Boda István \| \| Dobrovolni Mátyás \| \| Csipes Mihály \| \| Káplár András \| \| Záhorszki Sándor \| \| Pintér Bertalan \| \| Szandai István \| \| Kakukk János \| |
| További jelöltek |
| Kolosi Tibor |
| Horváth Mihály |
| Betz József |
| dr. Bercsényi Lajos |
| Johan János |
| Tőzsér Zsolt |
| Nógrádi László |
| Szanda János |
| Szántó József |
| Babicz István |
| Petrás János |
| dr. Mészáros György |
| Dobrocsi János |
| Markovits Károly |
| Varga Tibor |
| Sebestyén János Imre |
| Susán Gyula |
| Fajcsik József |
| Gáspár József |
| Fekete Sándor |
| Jagicza György |
| Bakos Gyula |
| Balázs Sándor |
| Tóth László |
| Szita Zoltán |
| Piroska István |
| Szladovnyik János |
| Molnár Béla |
| Ferencz Károly |
| Russói László |
| Kovács István |
| Bakos Róbert |
| Haffner Mária |
| Bárány Menyhért |
| Gyarmati Ferenc |
| Juhász Péter |
| Szabados Kornél Zoltán |
| Molnár Ignác |
| Baranyiné Dénes Mária |
| Smelkó István |
| Vasas Mihály |
| Nagy Ervinné |
| Boda István |
| Dobrovolni Mátyás |
| Csipes Mihály |
| Káplár András |
| Záhorszki Sándor |
| Pintér Bertalan |
| Szandai István |
| Kakukk János |

| További jelöltek       |
| ---------------------- |
| Kolosi Tibor           |
| Horváth Mihály         |
| Betz József            |
| dr. Bercsényi Lajos    |
| Johan János            |
| Tőzsér Zsolt           |
| Nógrádi László         |
| Szanda János           |
| Szántó József          |
| Babicz István          |
| Petrás János           |
| dr. Mészáros György    |
| Dobrocsi János         |
| Markovits Károly       |
| Varga Tibor            |
| Sebestyén János Imre   |
| Susán Gyula            |
| Fajcsik József         |
| Gáspár József          |
| Fekete Sándor          |
| Jagicza György         |
| Bakos Gyula            |
| Balázs Sándor          |
| Tóth László            |
| Szita Zoltán           |
| Piroska István         |
| Szladovnyik János      |
| Molnár Béla            |
| Ferencz Károly         |
| Russói László          |
| Kovács István          |
| Bakos Róbert           |
| Haffner Mária          |
| Bárány Menyhért        |
| Gyarmati Ferenc        |
| Juhász Péter           |
| Szabados Kornél Zoltán |
| Molnár Ignác           |
| Baranyiné Dénes Mária  |
| Smelkó István          |
| Vasas Mihály           |
| Nagy Ervinné           |
| Boda István            |
| Dobrovolni Mátyás      |
| Csipes Mihály          |
| Káplár András          |
| Záhorszki Sándor       |
| Pintér Bertalan        |
| Szandai István         |
| Kakukk János           |

| MIÉP                   |
| ---------------------- |
|                        |
| Reményi Pál            |
| Kürti László           |
| Soós Géza              |
| Szoó Zoltán            |
| Juhász József Ferencné |

| SZDSZ                                                                                  |
| -------------------------------------------------------------------------------------- |
|                                                                                        |
| Vida Attila                                                                            |
| Koczka Lajos                                                                           |
| Venter László                                                                          |
| dr. Németh György Lajos                                                                |
| dr. Bárányi Gyula                                                                      |
| \| További jelöltek \| \| ---------------- \| \| dr. Angyal Dávid \| \| Ádám Zoltán \| |
| További jelöltek                                                                       |
| dr. Angyal Dávid                                                                       |
| Ádám Zoltán                                                                            |

| További jelöltek |
| ---------------- |
| dr. Angyal Dávid |
| Ádám Zoltán      |

| Fidesz |
| --- |
| |
| Becsó Zsolt |
| dr. Fábri Miklós |
| Kiss Csaba |
| Herczeg Hajnalka |
| Zentai József |
| \| További jelöltek \| \| ---------------- \| \| Medvácz Lajos \| \| Táborszki Tamás \| \| Hajas István \| \| Fekete Gyula \| \| Máthé Károly \| \| Hajas Istvánné \| \| Erdélyi Gyula \| \| Steckel Mária \| \| Egri Zoltán \| |
| További jelöltek |
| Medvácz Lajos |
| Táborszki Tamás |
| Hajas István |
| Fekete Gyula |
| Máthé Károly |
| Hajas Istvánné |
| Erdélyi Gyula |
| Steckel Mária |
| Egri Zoltán |

| További jelöltek |
| ---------------- |
| Medvácz Lajos    |
| Táborszki Tamás  |
| Hajas István     |
| Fekete Gyula     |
| Máthé Károly     |
| Hajas Istvánné   |
| Erdélyi Gyula    |
| Steckel Mária    |
| Egri Zoltán      |

| TESZ |
| --- |
| |
| Szomszéd Tamás |
| Tari Ottó |
| Diósi László |
| Kovács Tibor |
| Herczeg Ferenc |
| \| További jelöltek \| \| ------------------------ \| \| Kerekesné Vörös Erzsébet \| \| Besenyei Imréné \| \| Molnár Béláné \| \| Gulyás Teréz \| \| dr. Koós Judit \| |
| További jelöltek |
| Kerekesné Vörös Erzsébet |
| Besenyei Imréné |
| Molnár Béláné |
| Gulyás Teréz |
| dr. Koós Judit |

| További jelöltek         |
| ------------------------ |
| Kerekesné Vörös Erzsébet |
| Besenyei Imréné          |
| Molnár Béláné            |
| Gulyás Teréz             |
| dr. Koós Judit           |

| Bátonyterenye BK |
| ---------------- |
|                  |
| Nagy Mihály      |
|                  |
|                  |
|                  |
|                  |

| MSZP |
| --- |
| |
| Demus Iván |
| Fodor Tibor |
| Berkes Vida István |
| Bihary Lajos |
| Deák Kálmán |
| \| További jelöltek \| \| ---------------- \| \| dr. Balázs Ottó \| \| Arató János \| \| Zsidai László \| \| Ágner Gyula \| \| Molnár József \| \| Kecskés Ferenc \| \| Reviczki László \| \| Lászlók András \| \| Ottrok Tibor \| \| Nyiri Károly \| \| Látkóczki Bálint \| |
| További jelöltek |
| dr. Balázs Ottó |
| Arató János |
| Zsidai László |
| Ágner Gyula |
| Molnár József |
| Kecskés Ferenc |
| Reviczki László |
| Lászlók András |
| Ottrok Tibor |
| Nyiri Károly |
| Látkóczki Bálint |

| További jelöltek |
| ---------------- |
| dr. Balázs Ottó  |
| Arató János      |
| Zsidai László    |
| Ágner Gyula      |
| Molnár József    |
| Kecskés Ferenc   |
| Reviczki László  |
| Lászlók András   |
| Ottrok Tibor     |
| Nyiri Károly     |
| Látkóczki Bálint |

| Munkáspárt |
| --- |
| |
| Kürti József                                                                                                  |
| Szigetvári János                                                                                              |
| Cserháti József                                                                                               |
| Soós Károly                                                                                                   |
| Szigeti Endréné                                                                                               |
| \| További jelöltek \| \| ----------------- \| \| ifj. Hegyi Sándor \| \| Décsi Zsigmond \| \| Urbán Tibor \| |
| További jelöltek                                                                                              |
| ifj. Hegyi Sándor                                                                                             |
| Décsi Zsigmond                                                                                                |
| Urbán Tibor                                                                                                   |

| További jelöltek  |
| ----------------- |
| ifj. Hegyi Sándor |
| Décsi Zsigmond    |
| Urbán Tibor       |

| MESZÖV               |
| -------------------- |
|                      |
| Hidvégi Ernő         |
| Danyi Balázs         |
| dr. Abay Nemes Gyula |
| Kanyóné Szőke Ibolya |
| Kékesi István        |

| FKGP-KDNP-MDF |
| --- |
| |
| Szántó Csaba |
| Gyürky János |
| dr. Kovács Győző |
| Limbacher Gábor |
| Nagy Lajos |
| \| További jelöltek \| \| ---------------- \| \| Uhlár László \| \| Pintér Józsefné \| \| Sidi László \| \| Nagy József \| |
| További jelöltek |
| Uhlár László |
| Pintér Józsefné |
| Sidi László |
| Nagy József |

| További jelöltek |
| ---------------- |
| Uhlár László     |
| Pintér Józsefné  |
| Sidi László      |
| Nagy József      |

## A szavazás napja
A választást 1994. december 11-én bonyolították le. A választópolgárok reggel 6 órától kezdve adhatták le a szavazataikat, egészen a 19 órás urnazárásig.
A választási szabályokat két településen is súlyosan megsértették. Kazáron a szavazólapok száma körüli zavar és a szavazás titkosságának a megkérdőjelezése miatt ismételték meg a választást, míg Lucfalván az érvénytelenített szavazatok körüli kétségek, valamint a szavazóhelyiségben történt szabálytalanságok miatt rendeltek el új voksolást.

### Részvétel
| szavazó 53,9% | távolmaradó 46,1% |

| érvényes 93,8% |

| szavazó 53,9% | távolmaradó 46,1% |

| érvényes 93,8% |

Hét szavazóra hat távolmaradó jutott
A 140 ezer szavazásra jogosult polgárból 76 ezer vett részt a választásokon (54%). Közülük négy és fél ezren szavaztak érvénytelenül (6,2%).
Általában elmondható, hogy minél kisebb volt egy település lakóinak a száma, annál magasabb volt a részvételi hajlandóság. Ennek megfelelően, míg a kistelepüléseken a polgárok közel 60%-a ment el szavazni, addig a középvárosi kerületben ez az arány nem érte el a 40%-ot. A választói kedv Alsótoldon és Garábon volt a legmagasabb (90%), a legalacsonyabb pedig Bátonyterenyén (32%).
Az érvénytelen szavazatok aránya mind a két választókerületben közepesen magas volt (6,6%-4,0%).
| távolmaradó 40,4% | szavazó 59,4% |

|  | érvényes 93,4% |

| távolmaradó 40,4% | szavazó 59,4% |

|  | érvényes 93,4% |

| 36,7% | 63,3% |

| 96,0% |

| 36,7% | 63,3% |

| 96,0% |

| távolmaradó 40,4% | szavazó 59,4% |

|  | érvényes 93,4% |

| távolmaradó 40,4% | szavazó 59,4% |

|  | érvényes 93,4% |

| 36,7% | 63,3% |

| 96,0% |

| 36,7% | 63,3% |

| 96,0% |

| Részvételi adatok településméret szerint | Részvételi adatok településméret szerint | Részvételi adatok településméret szerint | Részvételi adatok településméret szerint | Részvételi adatok településméret szerint | Részvételi adatok településméret szerint        | Részvételi adatok településméret szerint       |
| Lakók száma                              | Lakók száma                              | Település                                | Választó- jogosult                       | Szavazó                                  | Részvétel                                       | Legnagyobb/legkisebb részvétel                 |
| ---------------------------------------- | ---------------------------------------- | ---------------------------------------- | ---------------------------------------- | ---------------------------------------- | ----------------------------------------------- | ---------------------------------------------- |
|                                          |                                          |                                          |                                          |                                          |                                                 |                                                |
| Kistelepülési választókerület            |                                          |                                          |                                          |                                          |                                                 |                                                |
|                                          | 1 – 600                                  | 35                                       | 10 283                                   | 7 230                                    | 70,31%                                          | Alsótold 90,10%, Garáb 90,00% Ipolyvece 42,84% |
| 601 – 1 300                              | 50                                       | 34 421                                   | 22 264                                   | 64,68%                                   |                                                 | Alsótold 90,10%, Garáb 90,00% Ipolyvece 42,84% |
| 1 301 – 3 000                            | 35                                       | 50 801                                   | 28 143                                   | 55,40%                                   | Szendehely 76,32% Vanyarc 36,31%, Bercel 36,59% |                                                |
| 3 001 – 10 000                           | 3                                        | 10 464                                   | 5 360                                    | 51,22%                                   | Szendehely 76,32% Vanyarc 36,31%, Bercel 36,59% |                                                |
|                                          |                                          | 123                                      | 105 969                                  | 62 997                                   | 59,45%                                          |                                                |
|                                          |                                          |                                          |                                          |                                          |                                                 |                                                |
| Középvárosi választókerület              |                                          |                                          |                                          |                                          |                                                 |                                                |
|                                          | 10 000 fölött                            | 3                                        | 34 176                                   | 12 535                                   | 36,68%                                          | Pásztó 40,72% Bátonyterenye 32,25%             |
|                                          |                                          |                                          |                                          |                                          |                                                 |                                                |
| Összesen                                 | Összesen                                 | 126                                      | 140 145                                  | 75 532                                   | 53,90%                                          |                                                |

## Eredmények
| Lista    | Lista              | Érvényes szavazat | Érvényes szavazat | Küszöb | Küszöb | Képviselő | Képviselő |
| Lista    | Lista              | Érvényes szavazat | Érvényes szavazat | kt     | kv     | Képviselő | Képviselő |
| -------- | ------------------ | ----------------- | ----------------- | ------ | ------ | --------- | --------- |
|          | MSZP               | 20 881            | 29,47%            | ✓      | ✓      | 13        | 32,5%     |
|          | FKGP-KDNP-MDF      | 18 871            | 26,63%            | ✓      | ✓      | 11        | 27,5%     |
|          | SZDSZ              | 9 134             | 12,89%            | ✓      | ✓      | 6         | 15,0%     |
|          | Munkáspárt         | 6 891             | 9,72%             | ✓      | ✓      | 4         | 10,0%     |
|          | Fidesz             | 5 826             | 8,22%             | ✓      | ✓      | 4         | 10,0%     |
|          | KÖSZ-TESZ          | 4 657             | 6,57%             | ✓      |        | 2         | 5,0%      |
|          | TESZ               | 4 657             | 6,57%             |        | ✗      | 2         | 5,0%      |
|          | TESZÖV-Agrárkamara | 2 155             | 3,04%             | ✗      |        | 0         |           |
|          | MESZÖV             | 1 513             | 2,13%             | ✗      | ✗      | 0         |           |
|          | Bátonyternye BK    | 538               | 0,76%             |        | ⚠      | 0         |           |
|          | MIÉP               | 401               | 0,57%             |        | ✗      | 0         |           |
| Összesen | Összesen           | 70 867            |                   |        |        | 40        |           |

Első helyen a szocialisták végeztek, szorosan követték őket a jobboldali pártok. Az MSZP közel huszonegyezer, az FKGP, a KDNP és az MDF közös listája kétezerrel kevesebb, közel tizenkilencezer szavazó támogatását nyerte el. Harmadik helyen a szabaddemokraták végeztek, kilencezer szavazattal. A baloldal tizenhárom, a jobboldal tizenegy, a liberálisok listája hat képviselői helyhez jutott. Bekerült még a közgyűlésbe a Munkáspárt és a Fidesz négy-négy megbízottja, valamint a községi önkormányzatok és a társadalmi egyesülések két közös jelöltje.
Nem jutottak megyeházi képviselethez a mezőgazdasági termelők és az Agrárkamara, a megyei ÁFÉSZ-ek, a Bátonyterenyeiek Baráti Köre, valamint a MIÉP sem.

### Választókerületenként
| Lista    | Lista              | Érvényes szavazat | Érvényes szavazat | Küszöb | Képviselő | Képviselő |
| -------- | ------------------ | ----------------- | ----------------- | ------ | --------- | --------- |
|          | MSZP               | 16 976            | 28,86%            | ✓      | 9         | 30,0%     |
|          | FKGP-KDNP-MDF      | 16 288            | 27,69%            | ✓      | 9         | 30,0%     |
|          | SZDSZ              | 7 455             | 12,67%            | ✓      | 4         | 13,3%     |
|          | Munkáspárt         | 5 651             | 9,61%             | ✓      | 3         | 10,0%     |
|          | Fidesz             | 4 723             | 8,03%             | ✓      | 3         | 10,0%     |
|          | KÖSZ-TESZ          | 4 279             | 7,27%             | ✓      | 2         | 6,7%      |
|          | TESZÖV-Agrárkamara | 2 155             | 3,66%             | ✗      | 0         |           |
|          | MESZÖV             | 1 301             | 2,21%             | ✗      | 0         |           |
| Összesen | Összesen           | 58 828            |                   | 6/8    | 30        |           |

A választás végeredményére háromszor nagyobb befolyással voltak a kistelepüléseken élők, mint a középvárosi polgárok, mert míg előbbeik 30, utóbbiak csupán 10 képviselői szék sorsáról döntöttek.
A kistelepülési választókerületben szoros verseny alakult ki az első helyért. Mind a szocialisták, mind a jobboldali pártok közös listája több mint tizenhatezer szavazatot kapott. Ezek alapján a két oldal kilenc-kilenc helyet szerzett ebben a választókerületben. Harmadik helyen a szabaddemokraták végeztek hét és félezer vokssal, ami négy képviselőjüknek jelentett megyeházi felhatamazást. Három-három képviselői székhez jutott a Munkáspárt és a Fidesz is, előbbit öt és fél, utóbbit bő négy és félezer szavazó részesítette a bizalmában. Rajtuk kívül a községi önkormányzatok és a társadalmi egyesülések szövetségeinek két közös jelöltje ülhetett a megye asztalához. A bejutási küszöbtől alig kétszáz vokssal maradt el a mezőgazdasági termelők és az Agrárkamara közös listája, és kimaradtak az új közgyűlésből a ÁFÉSZ-ek megyei szövetségének, a MESZÖV-nek a jelöltjei is. A 123 kistelepülésen a választópolgárok közel 60%-a ment el szavazni és közülük összesen majdnem 59 ezren szavaztak érvényesen.
| Lista    | Lista            | Érvényes szavazat | Érvényes szavazat | Küszöb | Képviselő | Képviselő |
| -------- | ---------------- | ----------------- | ----------------- | ------ | --------- | --------- |
|          | MSZP             | 3 905             | 32,44%            | ✓      | 4         | 40,0%     |
|          | FKGP-KDNP-MDF    | 2 583             | 21,46%            | ✓      | 2         | 20,0%     |
|          | SZDSZ            | 1 679             | 13,95%            | ✓      | 2         | 20,0%     |
|          | Munkáspárt       | 1 240             | 10,30%            | ✓      | 1         | 10,0%     |
|          | Fidesz           | 1 103             | 9,16%             | ✓      | 1         | 10,0%     |
|          | Bátonyterenye BK | 538               | 4,47%             | ⚠      | 0         |           |
|          | MIÉP             | 401               | 3,33%             | ✗      | 0         |           |
|          | TESZ             | 378               | 3,14%             | ✗      | 0         |           |
|          | MESZÖV           | 212               | 1,76%             | ✗      | 0         |           |
| Összesen | Összesen         | 12 039            |                   | 5/9    | 10        |           |

A középvárosi polgárok jóval kevésbé voltak aktívak a szavazás során. A három tízezrenél több lakóval bíró városban, Pásztón, Bátonyterenyén és Balassagyarmaton, alig több mint a választók harmada vette a fáradtságot kifejezni a véleményét, így összesen alig 12 ezer érvényes voks gyűlt össze ebben a választókerületben. Itt egyértelmű győzelmet arattak a szocialisták, közel négyezer támogatót tudhattak a magukénak. A jobboldali közös lista két és félezer, míg az SZDSZ bő másfélezer szavazatot kapott. A választási rendszer némi torzítása miatt alakulhatott ki az a helyzet, hogy ezek után a baloldal négy, a jobboldal kettő, a szabaddemokraták pedig szintén kettő képviselőt küldhettek a megyeházára a középvárosi polgárok felhatalmazása alapján. Rajtuk kívül még a Munkáspárt és a Fidesz egy-egy jelöltje jutott be innen a közgyűlésbe. A már említett választási rendszerből fakadó torzító hatás miatt fordulhatott elő az is, hogy a Bátonyterenyeiek Baráti Köre, bár majdnem fél százalékkal átlépte a bejutási küszöböt jelentő 4%-os határt, mégsem küldhetett képviselőt a megyeházára. Szintén nem jutott képviselői helyhez a MIÉP, amelynek alig több mint nyolcvan voks hiányzott a küszöb eléréséhez, bár mint láthattuk, ez sem föltétlenül biztosította volna a közgyűlésben való jelenlétüket. Tőlük egy kissé maradt el a Társadalmi Egyesülések Szövetsége, amely ebben a választókerületben önállóan indult, és akárcsak a kistelepüléseken, az ÁFÉSZ-eket képviselő MESZÖV-nek itt sem sikerült, még csak megközelítenie sem a bejutási küszöböt.
| Lista | Lista              | Választó- kerület | Eltérés  | Eltérés |
| Lista | Lista              | Választó- kerület | Szavazat | %p      |
| ----- | ------------------ | ----------------- | -------- | ------- |
|       | TESZÖV-Agrárkamara | kistelepülési     | −199     | -0,34   |
|       | Bátonyterenye BK   | középvárosi       | 56       | +0,47   |
|       | MIÉP               | középvárosi       | −81      | -0,67   |
|       | TESZ               | középvárosi       | −104     | -0,86   |
|       |                    |                   |          |         |

## Az új közgyűlés
| \| 13 \| 11 \| 6 \| 4 \| 4 \| 2 \| |               |            |            |   |   |
| Listák                             | Listák        | Képviselők | Képviselők |   |   |
|                                    | MSZP          | 13         | 32,5%      |   |   |
|                                    | FKGP-KDNP-MDF | 11         | 27,5%      |   |   |
|                                    | SZDSZ         | 6          | 15,0%      |   |   |
|                                    | Munkáspárt    | 4          | 10,0%      |   |   |
|                                    | Fidesz        | 4          | 10,0%      |   |   |
|                                    | KÖSZ-TESZ     | 2          | 5,0%       |   |   |
| Összesen                           | Összesen      | 40         |            |   |   |
| 13                                 | 11            | 6          | 4          | 4 | 2 |

| Elnök          | Elnök | Elnök  |
| -------------- | ----- | ------ |
| Smitnya Sándor |       |        |
|                |       |        |
| SZDSZ          |       |        |
|                |       |        |
| Alelnökök      |       |        |
| Becsó Zsolt    |       | Fidesz |
| Frisch Oszkár  |       | MDF    |
| Kovács Gábor   |       | KDNP   |
|                |       |        |

A választási eredmény többféle többséget eredményező szövetséget is lehetővé tett. Elvben a szocialisták és a munkáspártiak összefoghattak volna a szabaddemokratákkal, ez a fölállás 23 képviselőt jelentett volna. A liberálisok szövetkezhettek a jobboldaliakkal is, ami a fiataldemokratákkal kiegészülve, 21 fős többséget biztosíthatott volna. Elméletileg természetesen a baloldal és a jobboldal közös vezetése is kivitelezhető lett volna, hiszen a két oldal 24 megyeházi széket birtokolt.
Végül az első két forgatókönyv került terítékre. A választást követő napokban az SZDSZ hosszasan egyeztetett mind a jobboldali, mind a baloldali pártokkal, végül az előbbiekkel való szövetségkötés mellett döntött. Ennek fő oka az elnök személye volt, mert a szocialisták első jelöltje a posztra a korábbi elnök Korill Ferenc volt, akit viszont négy évvel korábban még az SZDSZ színeiben választottak meg a közgyűlés élére, ám alig néhány hónappal a választások előtt a szocialistákhoz csatlakozott.
Az új közgyűlés alakuló ülésére december 22-én került sor. Az elnöki posztra végül két jelölés érkezett: Rozgonyi Józsefet az MSZP és a Munkáspárt, Smitnya Sándort pedig az SZDSZ, a Fidesz, az FKGP, az MDF és KDNP támogatta. Rozgonyi jelölése mögött az a megfontolás állt, hogy a szabaddemokraták hátha meggondolják magukat, de a szövetségkötés a jobboldallal ekkorra már létrejött. A szavazást végül 22:18 arányban Smitnya Sándor nyerte meg.
Január közepén került sor az alelnökök megválasztására. Becsó Zsolt a Fidesz, Frisch Oszkár az MDF és Kovács Gábor a KDNP soraiból nyert el közgyűlés többségének a bizalmát.

### MTI hírek
- http://archiv1988-2005.mti.hu

A Magyar Távirati Iroda archívuma elérhető a világhálón, abban az 1988 óta megjelent hírek szabadon kereshetők. Ugyanakkor a honlap olyan technológiával készült, hogy az egyes hírekre nem lehet közvetlen hivatkozást (linket) megadni. Így a kereséshez szükséges alapadatok megadásával újra ki kell keresni az adott hírt (cím kulcsszavai, dátum).
1. ↑  MTI hír: „Megalakult a Nógrád Megyei Közgyűlés”, Magyar Távirati Iroda, 1994. december 22. (Hozzáférés: 2020. március 18.)